# The Good Witch - Un amore di strega
The Good Witch - Un amore di strega (The Good Witch) è un film per la televisione del 2008 diretto da Craig Pryce; è il primo capitolo della serie TV The Good Witch.

## Trama
Grey House, un vecchio edificio abbandonato nella città di Middleton, è famigerato per essere infestato dallo spirito della sua ex proprietaria, nota come "The Grey Lady". L'ispettore capo della polizia Jake Russell decide di indagare quando cominciano a diffondersi voci di qualcuno che occupa la casa. Entra nell'edificio, accompagnato dalla moglie del sindaco Martha Tisdale, ed è accolto da una donna misteriosa e bella che si presenta come Cassandra Nightingale. Lei dice loro che si era appena trasferita e ha in programma di aprire un negozio in Main Street.
Più tardi, i figli di Jake Russell, Brandon e Lori vengono inseguiti da un cane mentre tornano a casa da scuola. Finiscono nel cortile di casa grigia e Lori cade e si ferisce il ginocchio. Cassie appare, manda via il cane e invita i bambini a casa sua per prendersi cura del ginocchio di Lori. La cucina è piena di fiale e bottiglie contenenti varie erbe, che portano Brandon a credere che Cassie sia una strega e il suo nuovo negozio di Main Street è anche pieno di elisir e erbe da tutto il mondo. Questo porta molti abitanti della città, specialmente Martha Tisdale, a credere che Cassie pratichi la magia nera. Mentre Jake Russell indaga su eventi misteriosi, lui e Cassie interagiscono spesso. Si sviluppa un'attrazione reciproca, che lo porta a chiederle di uscire con un appuntamento. Col passare del tempo, alcune persone a Middleton continuano ad essere ostili nei confronti di Cassie e lei pensa di lasciare la città. Tuttavia, Jake la convince a rimanere e la coppia trascorre una serata romantica a Grey House dove si baciano.

## Distribuzione

### Messa in onda
- 18 gennaio 2008 negli Stati Uniti d'America (The Good Witch)
- 14 aprile in Canada (The Good Witch)
- 4 ottobre in Belgio
- 18 gennaio 2009 in Spagna
- 11 aprile in Ungheria (A Bűbájos)
- 27 dicembre 2011 in Italia